# Corminboeuf
Corminboeuf (auch Corminbœuf, Freiburger Patois Korminbàⓘ) ist eine politische Gemeinde im Saanebezirk des Kantons Freiburg in der Schweiz. Der frühere deutsche Name Sankt Jörg wird heute nicht mehr verwendet.

## Geographie
Corminboeuf liegt auf 633 m ü. M., 4,5 km westlich der Kantonshauptstadt Freiburg (Luftlinie). Das Dorf erstreckt sich im Tälchen des Ruisseau du Tiguelet (rechter Seitenbach der Sonnaz), im Molassehügelland des Freiburger Mittellandes.
Die Fläche des 7,2 km² grossen Gemeindegebiets umfasst einen Abschnitt der Molassehöhen zwischen den Tälern der Sonnaz im Norden und der Saane im Südosten. Der nördliche Gemeindeteil wird von der Talsenke des Ruisseau du Tiguelet eingenommen, an die im Norden die Höhe Champ de la Croix (670 m ü. M.), im Südosten das Waldgebiet Bois de Moncor (bis 690 m ü. M.) angrenzt. Nach Südwesten erstreckt sich der Gemeindeboden in den ausgedehnten Wald von Verdilloud mit dem Hügel Le Gretson (687 m ü. M.) und über das Hochplateau zwischen der Sonnaz und der Glâne. Westlich der Sonnaz steigt das Gemeindegebiet über den Rücken von Chésopelloz bis zum Waldrand des Piamont an, wo mit 699 m ü. M. der höchste Punkt von Corminboeuf erreicht wird. Ganz im Süden reicht das Gebiet über den Hang von Nonan bis zur Bahnlinie Freiburg-Lausanne. Von der Gemeindefläche entfielen 1997 16 % auf Siedlungen, 31 % auf Wald und Gehölze und 53 % auf Landwirtschaft (nur Gemeindegebiet in den Grenzen bis zum Jahr 2010).
Zu Corminboeuf gehören der Weiler Nonan (674 m ü. M.) auf dem Hochplateau zwischen Avry und Bois de Murat, das Dorf Chésopelloz (621 m ü. M.) westlich der Sonnaz sowie mehrere Einzelhöfe. Nachbargemeinden von Corminboeuf sind im Norden beginnend im Uhrzeigersinn Belfaux, Givisiez, Villars-sur-Glâne, Matran, Avry, Prez und Grolley-Ponthaux.

## Bevölkerung
Mit 2928 Einwohnern (Stand 31. Dezember 2023) gehört Corminboeuf zu den mittelgrossen Gemeinden des Kantons Freiburg. Von den Bewohnern sind 88,8 % französischsprachig, 8,0 % deutschsprachig, und 0,9 % sprechen Italienisch (Stand 2000). Die Bevölkerungszahl von Corminboeuf belief sich 1850 auf 335 Einwohner, 1900 auf 414 Einwohner. Im Verlauf des 20. Jahrhunderts schwankte die Bevölkerungszahl im Bereich zwischen 410 und 470 Personen. Erst seit 1960 (413 Einwohner) wurde ein rasantes Bevölkerungswachstum verbunden mit einer Vervierfachung der Einwohnerzahl innerhalb von 40 Jahren verzeichnet. Die Siedlungs- und Gewerbegebiete von Corminboeuf sind heute nahezu lückenlos mit denjenigen von Belfaux und Givisiez zusammengewachsen.
Einwohnerzahlen: Volkszählungsdaten    Zahlen ab 2020 inkl. Chésopelloz (Eingemeindung 2017)

## Wirtschaft
Corminboeuf war bis in die zweite Hälfte des 20. Jahrhunderts ein vorwiegend durch die Landwirtschaft geprägtes Dorf. Durch die Entwässerung der sumpfigen Talebene des Ruisseau du Tiguelet wurde 1850 viel Kulturland gewonnen. Heute haben der Ackerbau, der Obstbau, die Milchwirtschaft und die Viehzucht nur noch einen marginalen Stellenwert in der Erwerbsstruktur der Bevölkerung.
Zahlreiche weitere Arbeitsplätze sind im lokalen Kleingewerbe und im Dienstleistungssektor vorhanden. Seit den 1960er-Jahren geriet Corminboeuf allmählich in die Agglomerationszone der Stadt Freiburg. Ein grosses Gewerbegebiet, das mehrheitlich auf dem Boden von Givisiez liegt, wurde im Tal des Ruisseau du Tiguelet geschaffen. Heute sind im Dorf Unternehmen des Bau- und Transportgewerbes, der Informationstechnologie, der Elektrobranche und der Verpackungsindustrie sowie feinmechanische Werkstätten vertreten. Im Jahr 1990 wurde die Verteilzentrale des Office du Livre gegründet. Corminboeuf verfügt auch über ein Reitsportzentrum.
In den letzten Jahrzehnten hat sich das am äusseren Westrand von Freiburg gelegene Dorf zu einer Wohngemeinde entwickelt. Ausgedehnte neue Wohnquartiere entstanden auf der Höhe Champs de la Croix. Die meisten Erwerbstätigen sind deshalb Wegpendler, die hauptsächlich in Freiburg und den Agglomerationsgemeinden arbeiten.

## Verkehr
Die Gemeinde ist verkehrsmässig gut erschlossen, obwohl sie abseits der grösseren Durchgangsstrassen an einer Verbindungsstrasse von Avry nach Belfaux liegt. Der nächste Anschluss an die Autobahn A12 (Bern–Vevey) befindet sich rund vier Kilometer vom Ortskern entfernt. Durch eine Buslinie der Freiburgischen Verkehrsbetriebe, die von Marly über Freiburg nach Corminboeuf führt, ist Corminboeuf an das Netz des öffentlichen Verkehrs angebunden. Von Montag bis Freitag verkehrt ein Bus von Chésopelloz über Corminboeuf und Belfaux nach La Corbaz.

## Geschichte
Das Gemeindegebiet von Corminboeuf war schon sehr früh besiedelt. Bei Bauarbeiten wurde 1909 im Bois de Murat östlich von Nonan ein Hügelgrab entdeckt, das in der Hallstattzeit um 550 bis 520 vor Christus angelegt und mit reichen Grabbeigaben, darunter 19 Bronzetellern und einem Bein aus massiver Bronze, versehen wurde. Ebenfalls bei Nonan befand sich während der Römerzeit eine Villa. Die Fundstücke, die hier ausgegraben wurden (Ziegel, Mosaikteile, Keramikfragmente), werden auf die Zeit des 1. bis 3. Jahrhunderts nach Christus datiert.
Die erste urkundliche Erwähnung des Ortes erfolgte 1142 unter dem Namen Cormenbo. Später erschienen die Bezeichnungen Corminbou (1173), Cormembu (im 12. Jahrhundert), Cormenbou (1445), Karmanbow (1449), Cormenbouf (1470), Cormimbau (1665) und Cormenbeuf (1668). Der Ortsname entstand vermutlich aus den Worten Curtis Menbaldi in der Bedeutung von Hof des Menbald/Maginbald.
Seit dem 13. Jahrhundert hatte das Spital von Freiburg ausgedehnten Landbesitz auf dem Gebiet von Corminboeuf. Spätestens 1442 kam das Dorf unter die Herrschaft von Freiburg und wurde der Alten Landschaft (Spitalpanner) zugeordnet. Nach dem Zusammenbruch des Ancien Régime (1798) gehörte Corminboeuf während der Helvetik und der darauf folgenden Zeit zum Bezirk Freiburg, bevor es 1848 mit der neuen Kantonsverfassung in den Saanebezirk eingegliedert wurde. Die vorher unabhängige Gemeinde Nonan wurde 1831 nach Corminboeuf eingemeindet.
Eine Fusion von Granges-Paccot, Givisiez, Corminboeuf und Chésopelloz war bis 2014 unter dem Namen „2C2G“ in Vorbereitung – der neue Ort sollte Englisbourg heissen (nach der Familie Englisberg, die in allen vier Orten gewirkt hat). Dies scheiterte an der Ablehnung durch die Bürger Granges-Paccots. Nach einer weiteren Abstimmung wurde Chésopelloz per 1. Januar 2017 eingemeindet.

## Sehenswürdigkeiten
Die Kapelle Saint-Georges geht im Kern auf einen romanischen Bau von 1354 zurück, wurde aber in der Zwischenzeit mehrfach verändert und vergrössert. Corminboeuf gehört zur Kirchgemeinde Belfaux. Im alten Ortskern sind einige stattliche Bauernhäuser aus dem 17. und 18. Jahrhundert sowie ein hölzerner Speicher aus dem 17. Jahrhundert erhalten. Das Herrenhaus de Weck stammt ebenfalls aus dem 17. Jahrhundert, während die Landsitze de Schaller (im Ortskern) und de Reynold (in Nonan) im 18. Jahrhundert erbaut wurden.

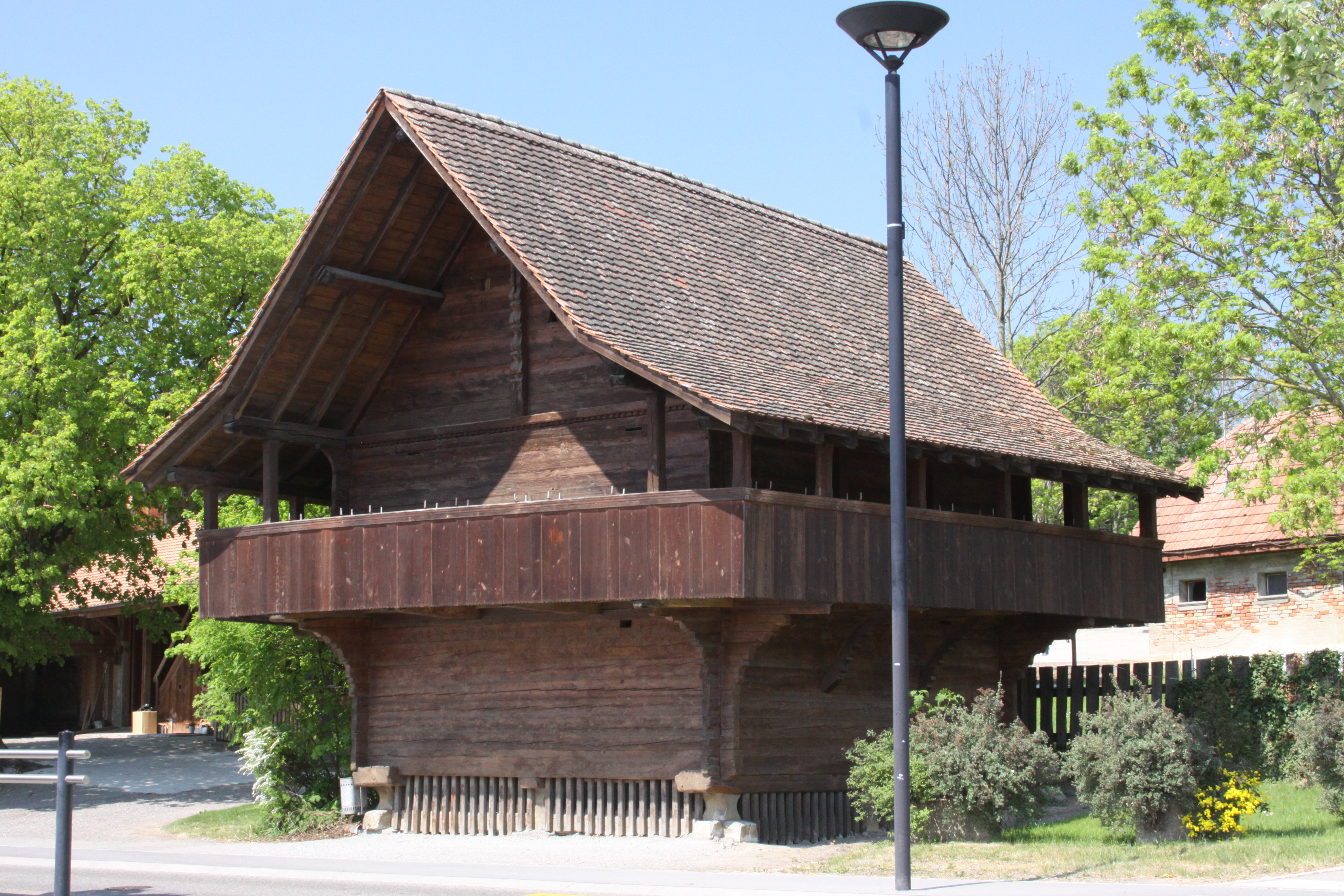
Hölzerner Kornspeicher aus dem 17. Jahrhundert
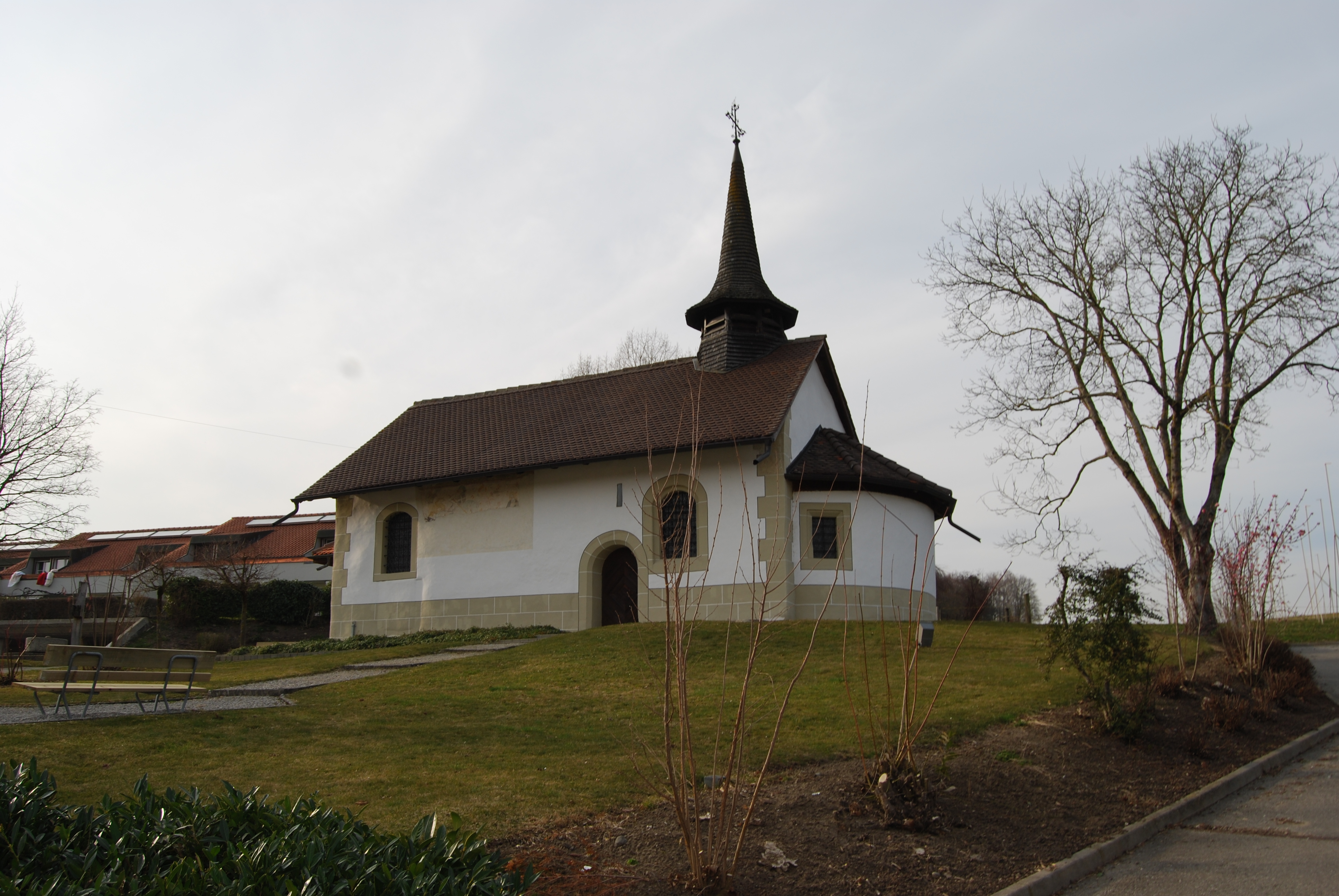
Kapelle Saint-Georges
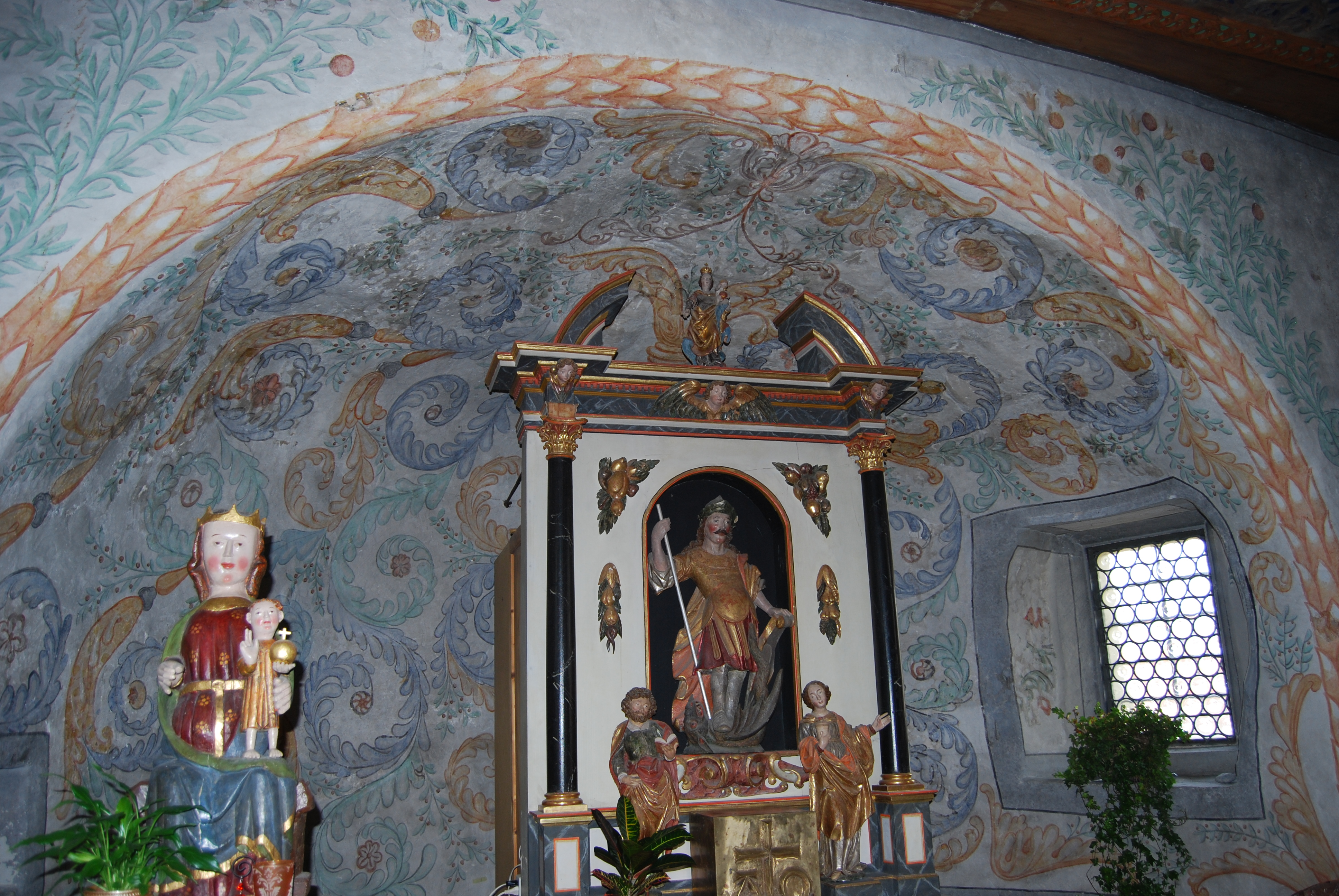
Innenansicht der Kapelle
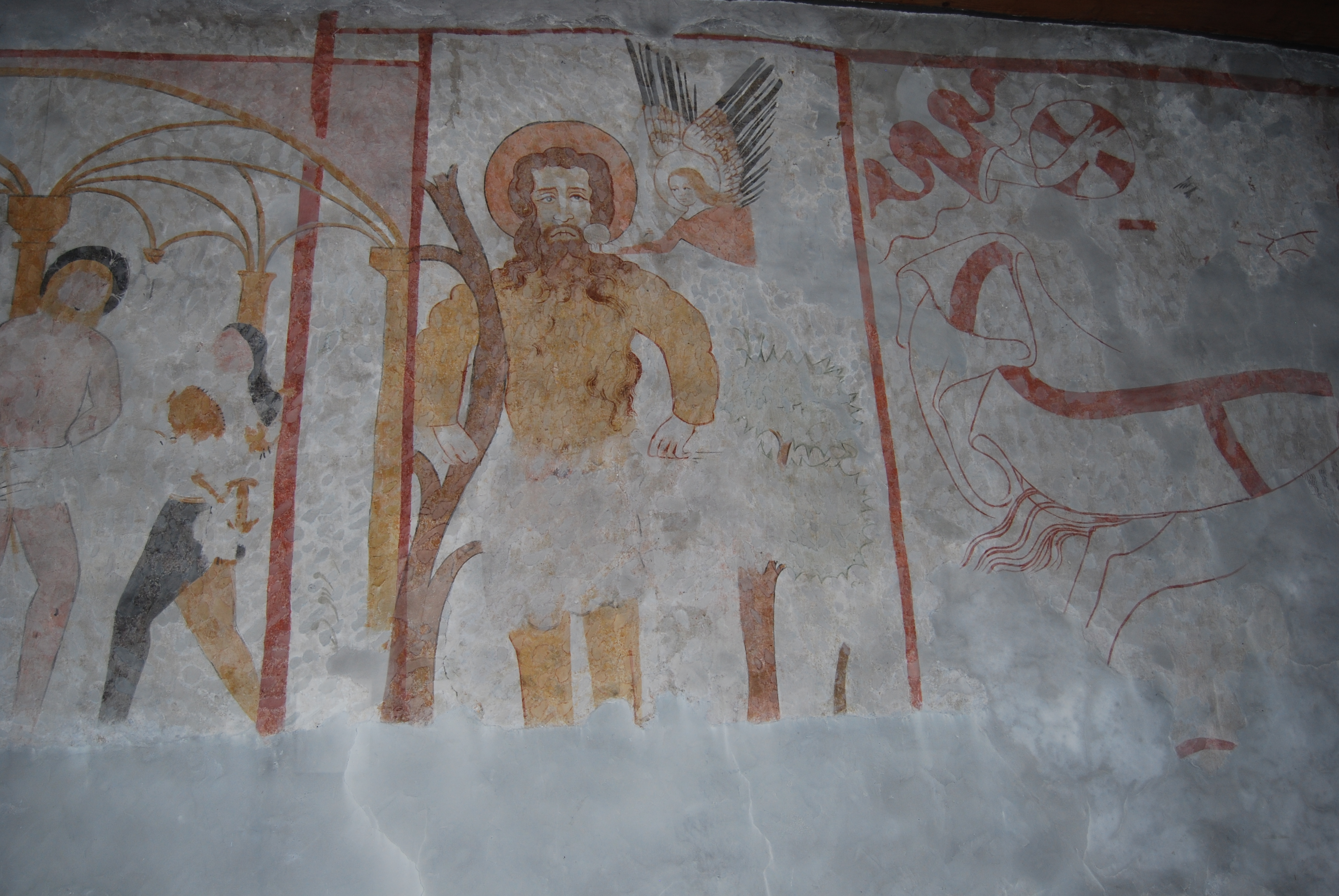
Fresken in der Kapelle
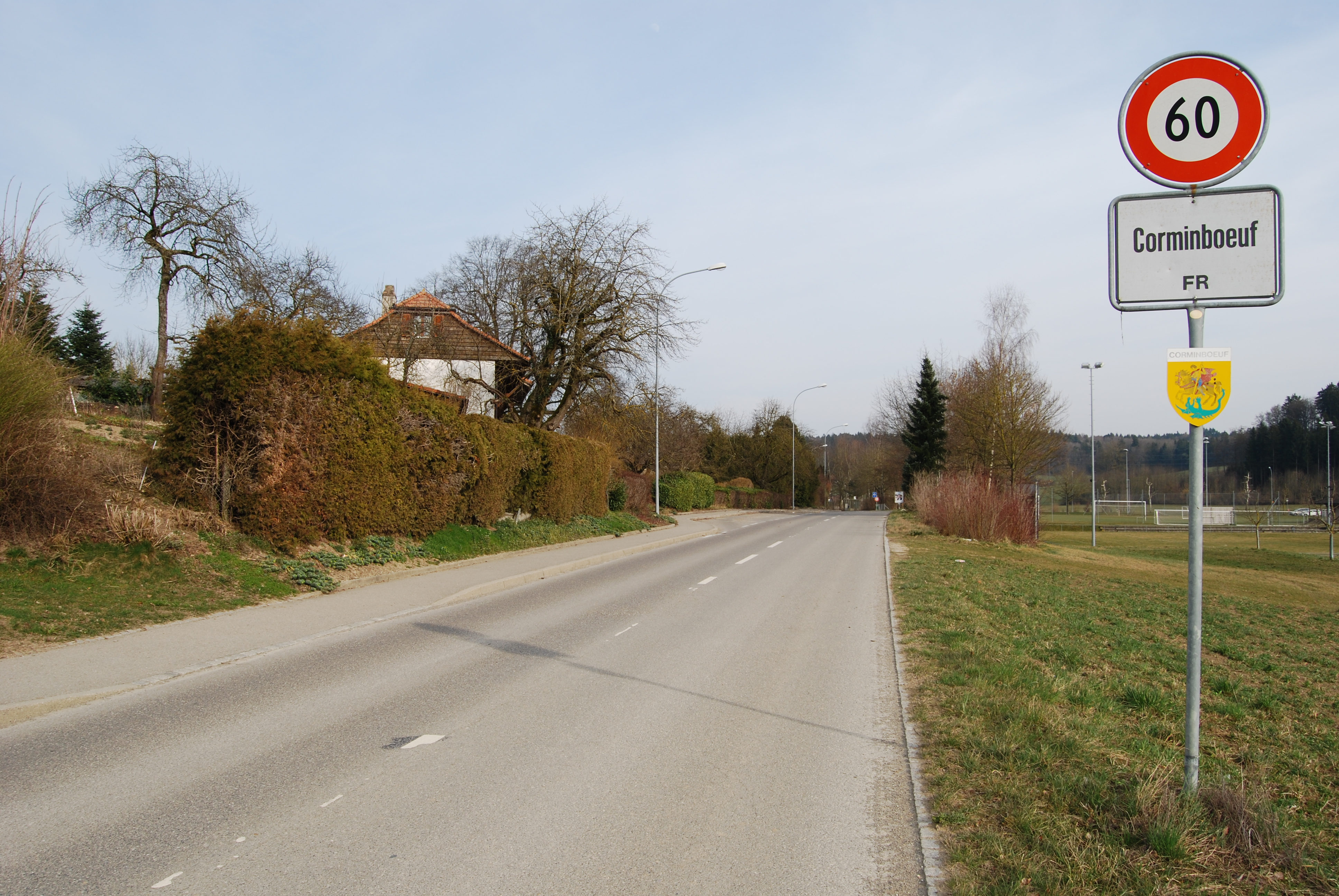
Ortseingang